# Gaujacq
Gaujacq är en kommun i departementet Landes i regionen Nouvelle-Aquitaine i sydvästra Frankrike. Kommunen ligger i kantonen Amou som tillhör arrondissementet Dax. År 2022 hade Gaujacq 436 invånare.

## Befolkningsutveckling
Antalet invånare i kommunen Gaujacq
Referens:INSEE